# Kuressaare
Kuressaare (hist. niem. Arensburg; w okresie Estońskiej SRR: Kingissepa) – estońskie miasto oraz gmina miejska na wyspie Sarema (Saaremaa), położone na brzegu Zatoki Ryskiej Morza Bałtyckiego, przepływa przez nie rzeka Põduste. Jest stolicą prowincji Saare.
W mieście znajdują się starówka i zamek biskupa. Początki miejscowości związane są z budową zamku biskupów ozylskich. Pierwsza wzmianka o powstałej przy nim osadzie kupieckiej pochodzi z 1424 r. W średniowieczu Arensburg pełnił funkcję ważnego centrum wymiany handlowej. W 1563 r. miejscowość uzyskała prawa miejskie oparte na wzorcu ryskim. Za sprawą m.in. zamulenia portu na początku XVII w. miasto straciło na znaczeniu handlowym. Odkrycie leczniczych właściwości wydobywanego w miejscowej zatoce błota morskiego na początku XIX w. przekształciło Arensburg w znaną miejscowość letniskową, jedną z najpopularniejszych w Estonii. W 1917 r. nastąpiło przemianowanie miasta na Kuressaare. W latach 1918−październik 1940 eksploatowano tramwaj parowy. 3 km na południowy wschód od miasta znajduje się Port lotniczy Kuressaare.

## Zabytki Kuressaare
- Kościół św. Wawrzyńca w Kuressaare

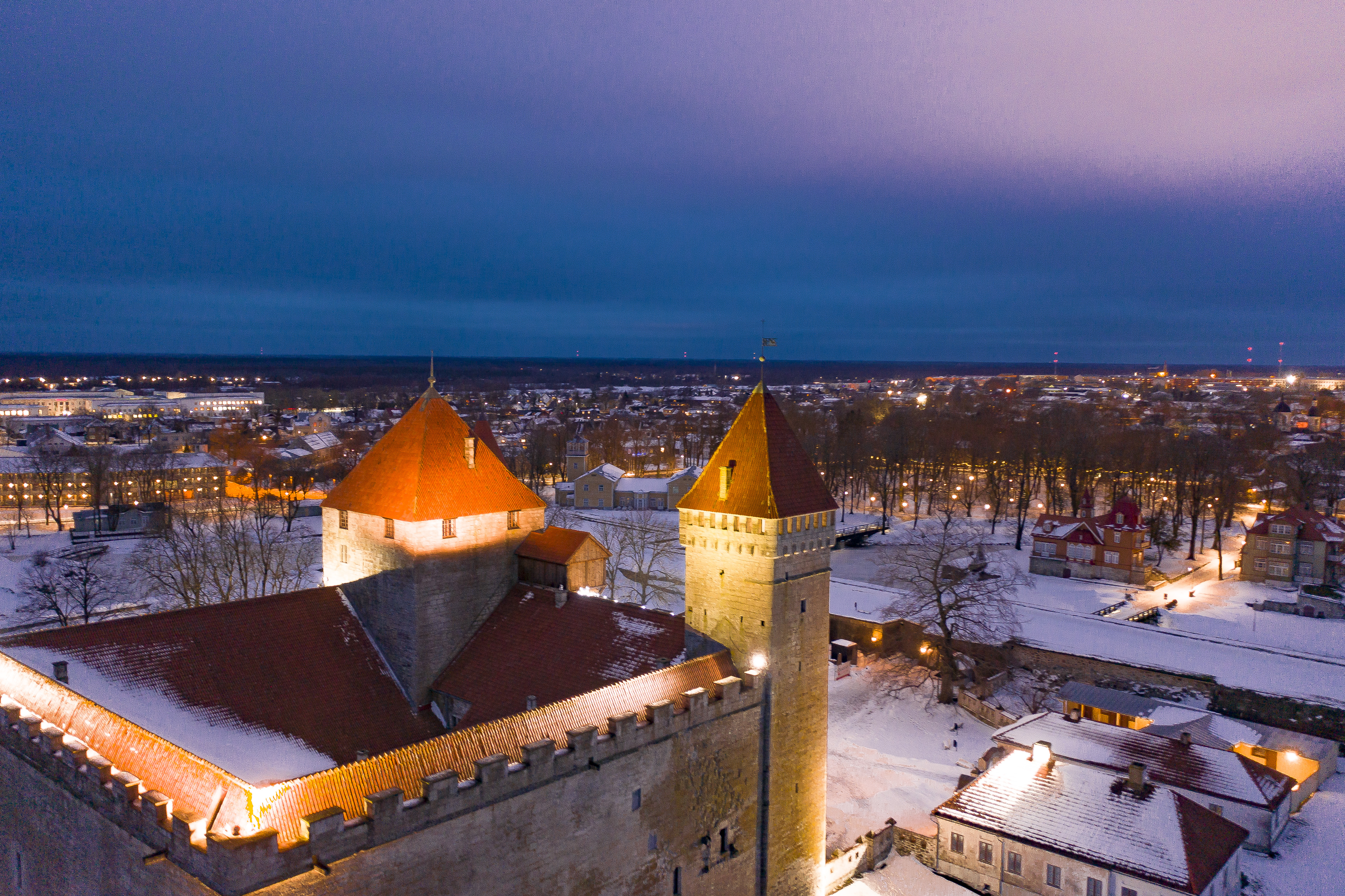
Zamek w Kuressaare

- Pałac biskupi

## Współpraca
Miejscowości partnerskie:
- Ekenäs, Finlandia
- Kuurne, Belgia
- Maarianhamina, Wyspy Alandzkie
- Rønne, Dania
- Skövde, Szwecja
- Talsi, Łotwa
- Turku, Finlandia
- Vammala, Finlandia